# Обстріли Краматорська 10 лютого 2015
Обстріл Краматорська 10 лютого 2015 року — терористичний акт у вигляді ракетного обстрілу аеродрому та густозаселених районів міста Краматорська з важкого артилерійського озброєння Збройними силами Російської Федерації під час війни на сході України.

## Перебіг подій
10 лютого 2015 року починаючи з 11:51 у Краматорську сталося дві серії вибухів з інтервалом у 30 хвилин. Причиною вибухів був ракетний обстріл з великокаліберних систем залпового вогню, ракети були оснащені касетними боєприпасами.
Обстрілів зазнав Краматорський аеродром та житлові квартали міста.
Перші повідомлення штабу АТО зазначали, що обстріл вівся з ракетних систем «Торнадо». У той же день Генштаб уточнив, що обстріли велися із систем БМ-30 «Смерч», а не «Торнадо».
Карта уражень, за даними видання АрміяІнформ:

## Реакція
- Головна військова прокуратура кваліфікувала обстріл Краматорська як терористичний акт.[5]

## Втрати
Внаслідок обстрілу загинули 17 людей, з яких 9 — військові Збройних сил України: Євген Бушнін, Володимир Глубоков, Віктор Дев'яткін, Володимир Довганюк, Денис Жембровський, Михайло Ілляшук, Сергій Хаустович, Ігор Шевченко, Сергій Шмерецький.
Поранено 64 особи, серед яких 5 дітей та 15 військовослужбовців.

## Вшанування пам'яті
10 лютого 2018 року в місті відкрили пам'ятний знак загиблим.